# Shirley Bonne
Shirley Bonne (eigentlich Shirley Mae Tanner; * 22. Mai 1934 in Inglewood, Kalifornien) ist eine ehemalige US-amerikanische Schauspielerin sowie ein Model. Sie ist für ihre Rolle Eileen Sherwood in der Sitcom My Sister Eileen bekannt, welche von 1960 bis 1961 ausgestrahlt wurde.

## Leben
Bonne hatte 1955 ihren ersten Fernsehauftritt in der Serie The People’s Choice. Es folgten weitere Auftritte in Fernsehserien, wie etwa in The Bob Cummings Show (1955–1958), My Sister Eileen (1960–1961) in der sie die Eileen Sherwood spielt, Raumschiff Enterprise (1966), Bonanza (1967), Süß, aber ein bißchen verrückt (1966–1967), Mannix (1968) und Bezaubernde Jeannie (1967, 1970).
Filme, in denen sie spielte, sind unter anderem It’s Alive! (1969) und Das Geheimnis der Puppe (1969).
Bonne heiratete früh und hatte mit 21 Jahren zwei Kinder. Sie war zweimaliges Covergirl für das Pageant magazine und modelte in den späten 1950er Jahren in New York City. Sie erschien rund vierhundert Mal auf Covern von Magazinen. Nach der Scheidung von ihrem ersten Ehemann, erschien sie zusammen mit Frank Sinatra in der Öffentlichkeit, heiratete 1958 aber Ronald Herbert Freemond. 1962 bekamen Bonne und Freemond eine Tochter. Im Oktober 1973 ließen sie sich scheiden. Zehn Jahre später heiratete sie Ronald Dean Gilbreath in San Francisco.

## Filmografie
- 1955: The People’s Choice (Fernsehserie, eine Folge)
- 1955–1958: The Bob Cummings Show (Fernsehserie, drei Folgen)
- 1959: Geheimagent des FBI (The FBI Story)
- 1960–1961: My Sister Eileen (Fernsehserie, 26 Folgen)
- 1963: Getrennte Betten (The Wheeler Dealers)
- 1964: Mr. Novak (Fernsehserie, eine Folge)
- 1964: The Joey Bishop Show (Fernsehserie, eine Folge)
- 1965: ...die alles begehren (The Sandpiper)
- 1966: Raumschiff Enterprise (Star Trek, Fernsehserie, eine Folge)
- 1966–1967: Süß, aber ein bißchen verrückt (That Girl, Fernsehserie, zwei Folgen)
- 1967: Bonanza (Fernsehserie, eine Folge)
- 1967, 1970: Bezaubernde Jeannie (I Dream of Jeannie, Fernsehserie, zwei Folgen)
- 1968: Mannix (Fernsehserie, eine Folge)
- 1969: It’s Alive! (Fernsehfilm)
- 1969: Das Geheimnis der Puppe (The Pigeon, Fernsehfilm)
- 1969: Medical Center (Fernsehserie, eine Folge)